# Ведийская цивилизация

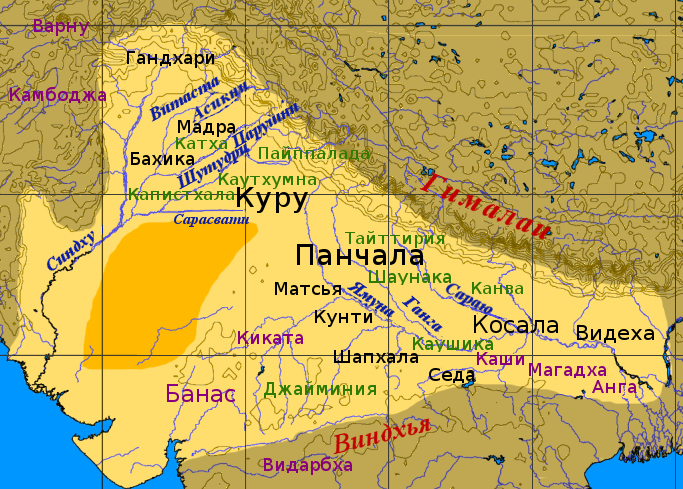
Карта ведийской Индии начала железного века. Ведийские царства выделены чёрным цветом, иностранные племена — фиолетовым, ведийские школы Шакха — зелёным, пустыня — оранжевым.

Веди́йская цивилиза́ция — индоарийская культура, ассоциируемая с Ведами, самыми ранними источниками об истории Индии. Большинство учёных помещают ведийскую цивилизацию в период от второго до первого тысячелетия до н. э., хотя некоторые индийские учёные отводят начало ведийской цивилизации к VII тысячелетию до н. э. Ведийский язык продолжал употребляться до V века до н. э., когда культура стала приобретать классические формы индуизма.

## Общий обзор
Реконструкция истории Индии ведийского периода основывается на сопоставлении текстовых и археологических свидетельств. Лингвистически ведийские тексты могут быть классифицированы по пяти хронологическим периодам:
1. Язык Ригведы. Ригведа — древнейшая ведийская книга — содержит больше всего совместных индо-иранских элементов как в языке, так и в содержании, которые в более поздних индийских ведах не присутствуют. Создание этих текстов могло занять несколько столетий, и за исключением более поздних книг (1 и 10) они могли быть созданы к 1500 году до н. э. Археологически этот период может быть соотнесён с пещерной культурой Гандхары и последовавшей за ней цивилизацией реки Инда, культуры могильника H, культуры Пенджаба и Культуры охряной расписной керамики (ОРК) далее на восток.
2. Язык Мантр. Культура чёрной и красной керамики.
3. Язык прозаических текстов Самхита. Культура серой расписной керамики.
4. Язык прозаических текстов Брахмана.
5. Язык Сутр.

## Индоарии
Где бы ни находилась прародина индоевропейцев — в Азии (Пикте, Ген, И. Шмидт и др.), или в Восточной Европе (Гимбутас, Бенфей, Шрадер, Сэйс Гирт и др.), скорее всего древние индоиранцы отделились от индоевропейской общности раньше всех других отдельных народов (за исключением хеттов, тохаров и, возможно, греков, фригийцев и армян). Остались ли индоиранцы в месте общего жительства в Азии, после ухода европейцев (согласно «теории исхода из Индии»), или, наоборот, мигрировали из Европы (согласно «вторженческим» гипотезам), вопрос ещё не вполне выясненный и второстепенный для собственно индийской истории, тем более, что выделение относится ещё к той эпохе, когда индоарии находились в неразрывной связи с древними иранцами, образуя с ними один цельный индоиранский, или «арийский», народ. В прежней научной литературе по истории Индии он употреблялся ещё в значении «индоевропейский».)
Отделившись от индоевропейцев индоиранцы, или «арии» (исторические арии), несомненно, долго ещё жили вместе в Иране. Здесь ими была создана общая индоиранская культура. Доказательством особо близкого родства индоариев с иранцами служит не только большее сходство санскрита с зендом и древнеперсидской речью, чем с другими отдельными индоевропейскими языками, но также и большое количество общих религиозных и вообще культурных представлений. Ригведа и Авеста представляют целый ряд подобных совпадений.
Одному из высших божеств Ригведы — Варуне, — богу воды, окруженному шестью светлыми Адитьями, соответствует авестийский Ахурамазда (Ормазд), также окруженный шестью светлыми Амшаспандами. Ведийскому богу Митре соответствует авестийский Митра (Mithra). Ведийский первый человек Яма, сын Вивасвана, является в Авесте в виде Има, сына Виванхвао, и т. д. В Ригведе и в Авесте один и тот же культ священного напитка (сома, хаома), а также культ огня и почитание коров. Сходство между Ведами и Авестой простирается даже отчасти на метр, число слогов в отдельных стихах в ведийских гимнах и Гатах Авесты. Очевидно, что в эпоху индоиранского единства религиозный культ был настолько проработан, что существовала особая религиозная поэзия, некоторые формальные особенности которой были созданы уже тогда и удержались у индоариев и иранцев и после их разделения.
Первые исторические указания на существование индоарийской общности можно найти в материалах царства Митанни (XVII—XIII вв. до н. э.), религия правящих классов которого была очень близка к ведической. На основании этих данных удалось частично реконструировать митаннийский арийский язык, очень близкий к ведическому, и, возможно, даже более архаичный.

## Появление индоариев и начало Ригведы
Время появления носителей индоевропейской речи в Индостане не поддается точному определению. Сложение древнейшего индоарийского литературного памятника — Ригведы, — обычно относят ко второй половине 2-го тысячелетия до н. э. В то время индоарии жили ещё в Афганистане и северо-западной Индии, как видно из того, что в Ригведе встречаются только названия рек Пенджаба, а Ганг упоминается в одном только гимне (в Х книге, самой поздней). Горы Виндхья и река Нармада совсем не упоминаются в Ригведе. Описания флоры и фауны, климатических условий и т. д., содержащиеся в Ригведе, также совпадают с таковыми в Пенджабе. По мнению британского археолога Колина Ренфрю, к моменту создания Ригведы индоарии уже относительно давно жили на Северо-Западе Индии: 
Если проверить в „Ригведе“ дюжину упоминаний семи рек, то ни в одном из них не увидим и намёка на вторжение… В гимнах Ригведы ничего не указывает на то, что население, говорящее на ведийском языке, вторглось в этот регион. Конечно, призываемые в них боги помогают ариям, разрушая вражеские крепости, но это само по себе не доказывает, что у самих ариев крепостей не было. Да и быстрота в бою, обеспечиваемая лошадьми (которые использовались в первую очередь для буксировки колесниц), сама по себе не позволяет предположить, что авторы этих гимнов были кочевниками. Это было явно героическое общество, прославившееся в боях.
В эту эпоху индоарии называли себя «ариями» (санскр. arya, авест. airya «благородный») в противоположность анарья (неблагородные) или дасью (разбойник, враг, демон) — доарийским обитателям Индостана. Эти последние получают ещё эпитеты «чёрных», «чернокожих», «безносых» (намек на плоские носы аборигенов), «нечестивых», «неверных» и т. д. С ними индоарии ведут ожесточенную борьбу, побеждая их при помощи Индры. Дальнейшая история Индии почти до эпохи буддизма есть история постепенного завоевания полуострова Индостан пришельцами-ариями и ассимиляции либо вытеснения на юг и восток носителей доиндоевропейских субстратных языков региона, преимущественно дравидов и мунда.

## Доарийское население
В долине реки Инд в 3300-1300 годах процветала Хараппская культура бронзового века, возможно, упоминаемая шумерами как Мелухха. Предполагается, что создатели этой культуры были этническими дравидами.
Потомки доарийских автохтонов до сих пор населяют южную часть Индии и часть Цейлона. Это — дравиды, разговаривающие на языках совершенно самостоятельной семьи, и племена мунда, живущие небольшими островками в Центральной Индии, на юг и юго-восток от гор Виндхья, носители австроазиатских языков.
Кроме того, на севере Индии — по склонам Гималаев — (сейчас) живут многочисленные гималайские племена, чьи языки принадлежат к тибето-бирманской языковой семье.
Некоторые из этих неарийских племен ассимилировались с окружающими их. Так племена бхиль и бхар приняли новоиндийский язык хинди. Племя куч в Тераи (тибето-бирманского происхождения) приняло бенгали и т. д. Процесс такой лингвистической ассимиляции, конечно, должен был происходить и раньше, стирая мало-помалу первичные особенности исконных (точнее, в данном случае, более древних) обитателей Индостана. Степень их культуры, по-видимому, была различна. Следов письменности, хотя бы самой грубой, от них не осталось. Единственными памятниками их архитектуры служат круги из грубых камней и отвесные камни и плиты, под которыми они, подобно первым обитателям Европы, хоронили своих усопших. В могилах найдены круглые горшки изящной формы из тонкой и твердой глины, металлическое оружие, медные и золотые украшения.
Более древние археологические находки свидетельствуют о низшей степени культуры: незнакомство с металлами, полированные кремнёвые топоры и другие каменные орудия искусной работы. Наконец, в долине Нербудды найдены следы ещё более грубой культуры: агатовые ножи и грубые кремнёвые орудия. В ведах «чёрные» аборигены представляются едва перешедшими ступень кочевого или пастушеского быта. У них — «чёрных» — богатые стада рогатого скота, есть и укрепленные места, в которых они защищаются от индоариев. Современные неарийские племена Индии стоят на разных ступенях культуры — в общем примитивных: одни (вроде джуангов или патуа (из мунда) в Ориссе или марья (дравиды-гонды) в Центральных провинциях) на очень низкой ступени развития, другие (санталы (мунда) в Нижней Бенгалии и конды (дравиды) в Ориссе) — на более высокой.

## Социальная структура, культура и обычаи индоариев
Из металлов индоариям ведийской эпохи были известны: золото, бронза (серебро — сомнительно, но — возможно из-за торговли с соседями), медь.
Индоарии были уже тогда земледельческим народом, обрабатывали землю плугом, запряжённым волами. Борозда (Сита) даже обоготворялась. Возделывался, вероятно, ячмень (йава). Рис был ещё неизвестен (его родина — юго-восток Индии).
Ещё большую роль играло скотоводство. Корова является предметом культа. В гимнах постоянные молитвы о даровании коровьих стад. Боги и герои сравниваются с быками, заря и дождевые облака — с коровами. (Дождевые облака, в частности, сравнивались с дойными коровами.) Из других домашних животных упоминаются овцы, козы, лошади, осел, собака.
Из ремесел известны: плотницкое, тележное, кузнечное, гончарное, дубильное, ткацкое, швейное и вязальное дело. Жили в деревнях (грама), которые иногда укреплялись (пур). городов в настоящем смысле слова не было.
Во главе народца стоял царь или вождь (санскр. râjan, лат. rêx). Звание его часто было наследственным, а иногда и выборным. Власть царя ограничивалась народным собранием. Народ приносил ему добровольную дань, на войне царь являлся военным главнокомандующим. Его сопровождала дружина (ибха), состоявшая не только из подчиненных, но и из членов его семейства. Во главе племени стоял старшина (вишпати), а во главе рода или общины — староста (грамани). Рядом с царской властью стоят уже верховные жрецы (пурохита), сан которых с течением времени также становится наследственным. Индоарийское право ещё только вырабатывалось. Встречаются правовые понятия судьи, закона, преступления, выкупа (собственно выкупа, так и штрафа в пользу общины или потерпевшего).
Жрецы (брахман) и воины (кшатрийа) уже существовали, но не как замкнутые в себе сословия. Впоследствии классические индийские высшие Варны произошли от завоевателей-арийцев, покоренные же туземцы дали людской ресурс для низших варн. Характерной чертой ведийских индоариев является воинственность. Воевать приходилось не только с чёрными дасью, но иногда и друг с другом.
Бой шёл на колесницах (ратха), — всадников не было вовсе, как и у греков в эпоху Илиады. На колеснице находились: сам боец (астхатар) и его возница (саратхи), правивший вожжами и бичом. Практиковался и пеший рукопашный бой. Вооружение состояло из панциря (варман), покрывавшего плечи и верхнюю часть туловища, шлема, лука (дханус) (на руке лучники носили особый ремень (хастагхна), защищавший её от удара спущенной тетивы). Стрелы имели отравленные костяные и, также, бронзовые наконечники. Фигурируют, также, копья, дротики, ножи, боевые секиры и т. д.
В Ригведе описываются знаменитые битвы. Особенно часто упоминается «Битва десяти царей», в которой Судас, царь Тритсу, победил Бхарату и его 10 союзников.
Одежда состояла из нижнего шерстяного платья (васас или вастра) и плаща или накидки (адхиваса, драпи). Женщины носили передники. Борода брилась (упоминается бритва).
Пищу составляли: молоко и молочные продукты, зерна хлебных растений, которые или жарились, или мололись при помощи двух камней для выпечки чего-то вроде хлеба. Разные плоды также шли в пищу. Мясо — жареное и варёное (не сырое) — употреблялось редко. Рыба вовсе не упоминается в качестве пищи. Напитки: сома, приготовлявшийся из молока и сока растений, обладающий психоактивными свойствами, и сура.
Письменности не было, — в Ведах нет упоминаний о письме или письменных материалах. Гимны слагались и передавались от одного поколения другому изустно. Как можно видеть из них, лирическая поэзия была уже высоко развита и выработала целый ряд звучных и даже изящных размеров (восьмисложные гаятри и ануштубх и одиннадцатисложный триштубх). Заметны уже и зачатки дидактической и эпической поэзии, — образцом последней может служить описание вышеупомянутой битвы 10 царей.
Музыка пользовалась большой любовью. Из музыкальных инструментов упоминается род лютни или другого струнного инструмента (вина), флейты (вана, вани, тунава), цимбалы или кастаньеты (каркари). Молитвы богам сопровождались музыкой. На войне играли в барабаны (дундубхи) и духовые инструменты (вероятно использовалась разновидность волынки — бакура).
У ведийских индоариев несомненно господствовало единоженство. Многоженство встречалось редко (только у царей и знатных) и всеобщим сделалось значительно позднее. Во главе семьи стоит грихапати (владыка дома, глава семейства) — отец, патриарх. Невеста выкупалась (?) богатыми дарами будущему тестю. Брак считается институтом, установленным богами. Жена является хозяйкой — грихапатни (владычица дома, матриархом). Брак между братом и сестрой считается преступным. Наследство и права отца переходят к старшему сыну. Насилие над беззащитной девушкой и супружеская неверность причисляются к самым тяжким преступлениям. Сожжение вдов не упоминается. Очевидно, обычай сожжения вдов у некоторых племен сформировался в уже эпоху становления классического индуизма и под влиянием обычаев доарийских народов Индостана.
Загробная жизнь ожидала человека в царстве Ямы, сидящего и пьющего с богами и предками под тенистым деревом. Там светит непотухающий свет, текут вечные воды, исполняются все желания, обитают радость и удовольствие, веселье и блаженство. Духи предков (питары) пользовались особым почетом — почти наравне с богами, — их призывали к жертве и предлагали особый напиток, свадха. Богам совершали жертвоприношения с возгласом «Сваха!», а предкам — с возгласом «Свадха!».

## Религия и боги

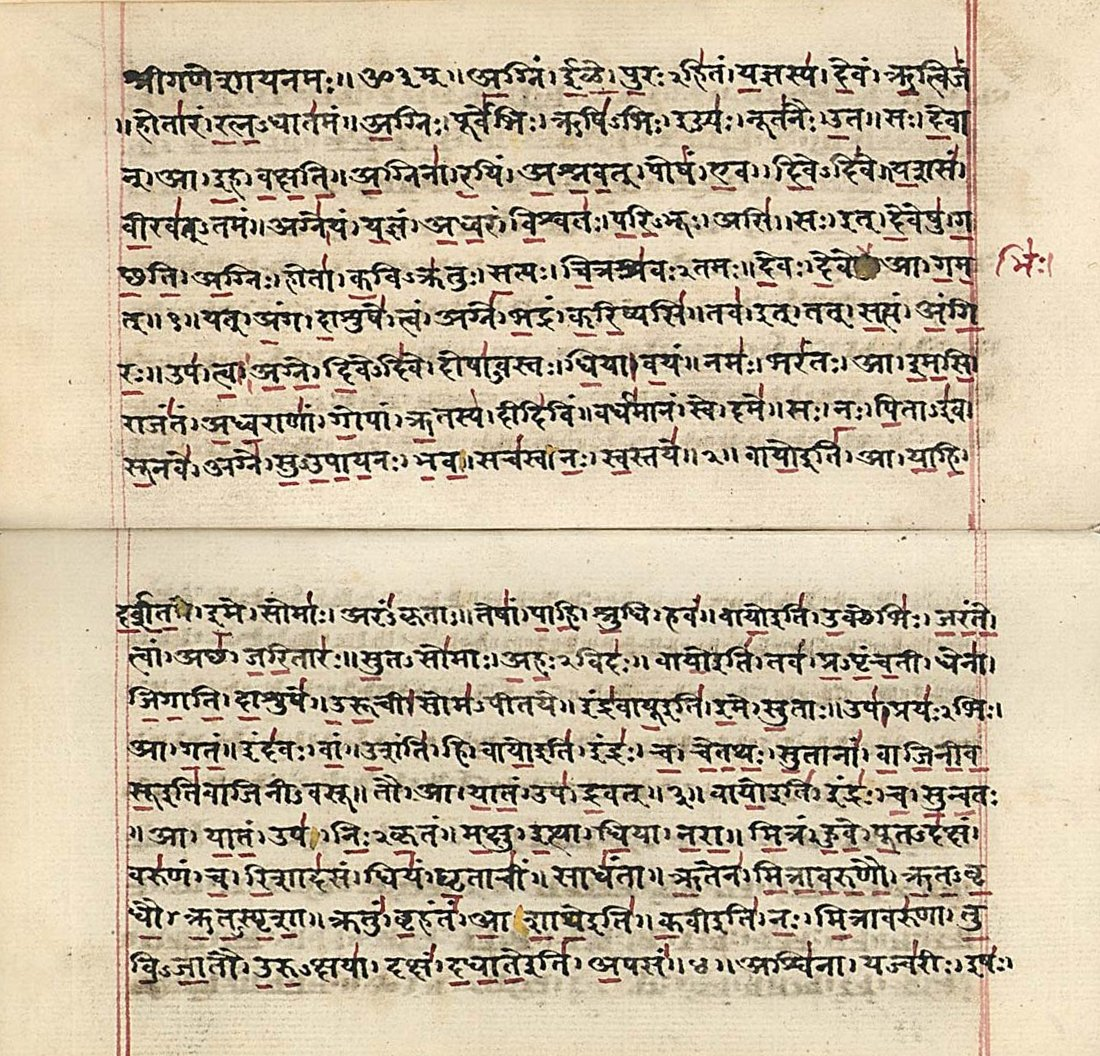
Текст Ригведы на санскрите. Индия, бумага, датированный начало XIX века

Религия индусов в эпоху Ригведы представляется ярко выраженным политеизмом. Зачатки монотеизма проскальзывают изредка и, не достигнув развития, в позднейшие эпохи совершенно исчезают.
Высшим и чистейшим божеством в Ригведе является Варуна (корень вар — одевать, охватывать). Имя это, вероятно, один из эпитетов бога Дьяус. Варуна царствует над всей жизнью и светом, является всеведущим отцом и творцом всего существующего.
Рядом с ним шесть его братьев — светлые Адитьи, — то есть сыновья Адити (бесконечность), имеющие меньшее, чем он, значение. Самый выдающийся из них Митра (первично, вероятно, бог солнца), призываемый и восхваляемый всегда вместе с Варуной (существует даже прямо сложное слово в двойственном числе Митраварунау). Другой — Бхага (в Авесте Багха, слав. Бог). Менее значительны прочие Адитьи: Арьяман, Дакша и Анша. В общем Адитьи представляют собой повторение и развитие светлой основы самого Варуны: Митра = друг, Бхага = добрый, Дакша = ловкий, умный (ср. греч. δεξιός, ст.‑слав. деснъ «правый»), Анша = податель.
Митра для индусов позже стал «проклятым бхагом», за попытку захвата власти. После Варуны стал править Индра-Громовик, на что указывают более поздние источники.
Все остальные боги, подчиненные Варуне, могут быть разделены на три группы (Трилока):
1. боги видимых небесных световых явлений (солнце, заря и т. д.);
2. боги воздушного пространства, ветры и т. д.
3. боги, пребывающие на земле.

К первой группе относятся Ашвины («конники», всадники), появляющиеся первые на утреннем небе, на рассвете, и ведущие за собой дневной свет. Ашвины — близнецы, едущие в золотых колесницах, влекомых конями, орлами или соколами. Это — благотворные боги, одаренные мудростью и чудной силой исцеления, исцеляющие слепых и расслабленных, возвращающие юность старцам. Подобно Диоскурам, с которыми они тождественны, они спасают погибающих на море. За ними следует утренняя заря Ушас. Её сестра Ночь, украшенная звёздами, подательница покоя, также прославляется в Ригведе. Центром всех световых божеств является солнце, носящее различные имена: Сурья, следующий за утренней зарёй, как юноша за девушкой, Савитар (живитель, пробудитель), призываемый чаще предыдущего, простирающий по небу свои золотые руки (лучи), пробуждающий все живое и успокаивающий всех вечером. Совсем другой характер имеет Пушан («питатель») — пастух, вооружённый погонялкой, шествующий по небу и дающий стадам рост и преуспеяние. Один из Адитьев — Митра — также первично был солнечным богом. Таков же первичный характер незаметного в Ригведе бога Вишну, впоследствии выдвигающегося на первый план.
Сильнейший среди второй группы — бог грозы и дождя Индра, призываемый также часто вместе с Варуной; рядом боги ветра и бури: Ваю, или Вата, многочисленные Маруты и отец их Рудра с эпитетом Шива (добрый), из которого впоследствии развивается великий бог Шива; бог дождя — Парджанья встречается в Ригведе, но потом приходит в полное забвение. В воздушном пространстве обитают ещё Рибху, сверхъестественные существа, получившие за своё искусство божеское достоинство.
В третьей группе важнейшим богом является бог огня — Агни (ср. лат. ignis, ст.‑слав. огнь «огонь»). Его добыл с неба, как подарок богов, Атхарван или Матаришван, соответствующий греческому Прометею. Агни — охранитель добрых, своими стрелами он пронзает демонов Ракшасов; главное его занятие — служить послом или посредником между людьми и богами и возносить к небу жертвенные дары. Жертва должна совершаться под открытым небом; огонь для неё «вытирался» из двух кусков дерева. Дары состояли из масла или сала, выливавшегося в огонь. Агни изображается воином на колеснице, запряжённой пламенем. На небе он является в виде солнца, в воздухе — молнией; он же сын воды (молния из дождевой тучи), в которую и спасается от преследования
(пропадает, тухнет в воде).
На земле же обитает целый ряд низших божеств или полубожеств. Обоготворяются реки, даже борозда, проведенная плугом; в доме живёт домашний гений Вастошпати («господин дома»), в лесу — лесная нимфа Араньяни (аранйа = лес), добрая по природе и не обижающая никого, кто её не трогает, питающаяся лесными плодами и потом сладко отдыхающая в тени дерев. К числу богов относятся и два олицетворения, искусственные (быть может, созданные жрецами) и служащие переходным звеном к позднейшему периоду развития индийской религии: бог Сома = обоготворенный священный напиток, и Брихаспати или Брахманаспати («господин молитвы»), представляющий собой попытку создать единое собирательное божество, аналогичное позднейшему Брахме, не встречающемуся ещё в Ригведе. На него переносятся свойства и подвиги других богов: он обнимает все (как Варуна), он расколол облачную скалу своей ваджрой (как Индра), доставил богам жертву (как Агни) и т. д. В этом образе уже сказывается та оригинальная черта ведийской мифологии, которая заставляла некоторых (Макс Мюллер) совсем отрицать политеистический её характер. Это наклонность к однобожию (генотеизму), которое не следует смешивать с единобожием (монотеизмом).

## Миграция и изменение характера культа
Приблизительно около 1200 г. до н. э. индоарии мало-помалу продвигаются из Пенджаба дальше на юго-восток и занимают верхнее течение Ганга и Ямуны (Джумны) и рек Сарасвати и Дришадвати. Постепенно пастушеский быт заменяется оседлым — земледельческим и промышленным. Появляются большие города и столицы знаменитых династий. Народ, разбитый прежде на небольшие отдельные племена, соединяется в большие общества под управлением могучих князей.
Возникают все более и более обособляющиеся сословия, мало-помалу преобразующиеся в классические индусские касты. Доарийское население Индии совсем сломлено, — оно или оттеснено дальше на юг и юго-восток, или порабощено и вошло в состав низших каст. Значение и власть жрецов усиливаются. Развиваются аскетизм и отшельничество, о которых нет и речи в Ригведе. Ведийское учение о переселении душ трансформируется в известное нам классическое индуистское. (По ведийской доктрине душа человека может снова воплотиться только в теле человека и часто (но не всегда) в той же варне (то есть, напр., кшатрий в вещественном мире скорее всего снова родится кшатрием). В индуизме душа человека может воплотиться как в высшей, так и в низшей касте или даже в теле животного. Различаются и ведийское и индуистское учения о карме.
Литературными памятниками этой эпохи (1200—800 до н. э.) являются прозаические части Яджурведы и примыкающие к ней «брахманы». В эту эпоху индоарии имеет уже торговые сношения с другими странами. Финикийские корабли доставляют царям Гираму и Соломону (ок. 1000 г. до н. э.) разные продукты из Офира (вероятно, народ Abhîra на Нижнем Инде): слоновую кость, сандаловое дерево, обезьян, павлинов. В религии этого периода замечаются новые черты: Асуры являются уже в качестве злых демонов, тогда как раньше в Ригведе Асура был эпитетом светлого Варуны.
Только в Яджурведе является антагонизм между добрыми девами и злыми асурами, ведущими вечную войну между собой. Больше начинает выступать Вишну, отождествляемый с жертвой, получающей особо важное значение. Шива, совсем незаметный в Ригведе, также становится заметнее. Также больше значения приобретают прекрасные нимфы Апсарасы, незначительные в Ригведе. Является впервые совсем неизвестный в Ригведе культ змеиных богов или обоготворенных змей. Царь всех существ — Праджапати, встречающийся только в поздних гимнах Ригведы, приобретает больше значения и очерчивается ярче.
Характерным признаком этого периода в религиозном отношении служат, впрочем, не указанные черты, а совсем новое отношение к богам, новый взгляд на их почитание, могущество и значение. Вместо пластических, ярких мифологических образов Ригведы являются постоянные отождествления одного понятия с другим и символизация. Так, ведийские стихотворные размеры джагати и триштубх отождествляются с небом и воздушным пространством. Небесный свод и даже художник богов Тваштар — с годом и т. д. Для объяснения тех или других терминов, употребляемых в культе или ритуале, прибегают постоянно к этимологизации, очень часто нелепой и произвольной, но нередко вполне верной и обещающей в будущем замечательный расцвет грамматической науки. Является в высшей степени сложный и запутанный культ, находящийся в связи с обособлением сословия жрецов, получивших первенствующее значение в обществе. Центром всей религиозной жизни становится жертвоприношение, посредством которого жрецы держат в своей власти самих богов. Для правильного совершения всех видов его создается целая система правил, предписаний, литургических формул, придавливающая собой всякое свободное человеческое движение и чувство.
Вся жизнь верующего проходит в жертвоприношениях, из которых иные длятся целые дни, недели, месяцы, даже годы. Как противовес этому бездушному формализму, является отшельничество, аскеза, умерщвление плоти во имя развития духа. Подобное состояние умов подготовляло почву для восприятия безотрадной индуистской версии догмата о переселении душ, — только путём бесконечно долгого странствования по бесчисленным телам может верующий достигнуть наконец желанной цели.
Брахманы (жрецы) объявляют сами себя богами, образуя особый класс богов. В Майтраяни Самхита и некоторых других памятниках это утверждается в выражениях, не допускающих сомнения (позднее в законах Ману это ещё усиливается: брахман уже в силу своего рождения является божеством). Отношение брахманов в этот период времени к другим классам нередко является крайне своекорыстным. Приносящий жертву — весь в руках жреца. Последний может, опустив какую-нибудь черту ритуала или перепутав обряды, погубить его — или доставить ему все, совершив жертву согласно каноническим правилам.

## Варны в «Яджурведе»
Сословия в «Яджурведе» являются уже совершенно выработанными:
1. брахманы — жреческое сословие;
2. раджанья (королевские) и кшатрия (господствующие, благородные);
3. вайшья — вольные крестьяне-землевладельцы («народные»);
4. чистые шудра — шудра-арийцы (придворная челядь, ремесленники, купцы).
5. прочие (нечистые) шудра (также «черные» шудра) — прочее не арийское или смешанное население.

Позднейшего, неумолимого, бездушного характера эти различия сословий ещё не имеют. Тем не менее весь строй жизни уже приводится в связь с ними. Брахманы приносят жертву весной (их боги-покровители — Брихаспати, Митра или Митра и Варуна, а также Агни, Сома, Савитар и т. д.). Кшатрии жертвуют летом (их бог-покровитель Индра). У вайшья — Маруты и т. д. Нечистый шудра, как неариец и иноверец, исключается совсем из приносящих жертву. Он не может доить корову при жертвоприношении. Даже ведро для жертвенного молока не может быть им сделано. (Для сравнения: чистый шудра — шудра-ариец — доить корову и делать ведро для жертвенного молока естественно может.) Но все эти условия не могут быть названы тяжкими, хотя и свидетельствуют, что шудра-неариец считался нечистым. Женщина не считается ещё нечистой и допускается к жертвоприношению. Хозяин и хозяйка дома совершают известные церемонии сообща, а некоторые — порознь. Тем не менее, уже проскальзывает местами пренебрежительный и немного негативный взгляд на женщину. Женщина не может наследовать. Девочек можно оставлять на произвол судьбы, а мальчиков нельзя. В эту эпоху (около 1200—1000 до н. э.) индоарии занимали уже так называемую Мадхьядешу (срединную страну) — область, ограниченную на севере Гималаем, на юге горами Виндхья, на западе Винашана, на востоке слиянием Ганга с Ямуной (Джамной).

## Племена
Главным культурным центром являются земли племен куру и панчала, означаемые часто одним сложным именем Курупанчала (западная часть Мадхьядеши). Земля куру (Курукшетра) окружена особым ореолом, как «святая» земля, и постоянно упоминается в Яджурведе, брахманах, упанишадах и других ведийских памятниках. Она является колыбелью позднейшего брахманизма и его культуры, откуда они распространились по всей Индии. Она же и родина индийского эпоса.
Как известно, главная фабула Махабхараты — борьба родов Панчала и Матсья с куру (Бхарата). Сами поэмы в окончательной редакции относятся уже к позднейшему времени, так называемым средним векам истории. В Курукшетре в позднейшую эпоху возникают знаменитые города Гастинапура, Индрапрастха, Каушамби.
Соседние племена — матсья и шурасена (Çûrasena), с городами Матхура и Кришнапура. Другие племена подвинулись дальше на восток: кошала на северо-восток от Ганга (гл. гор. — их знаменитая Ayodhyâ, теперь Ауд); ещё восточнее видеха, с главным городом Митхила; здесь при дворе учёного царя Джанаки действовал знаменитый мудрец Яджнявалкья и происходили диспуты учёных брахманов, в которых участвовал и сам царь. На нижнем течении Ганга после слияния его с Ямуной образовалось царство Каши, с городом Каши, или Варанаси, а ещё дальше на восток сидело племя анга, с городом Чампа. Наконец, на юг от Нижнего Ганга лежало царство Магадха со столицей Раджагриха. В этих восточных областях возникает буддизм, родиной которого является именно Магадха.

## Брахманы

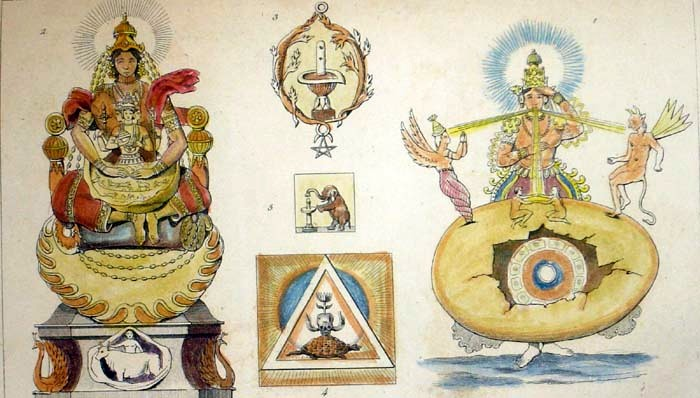
Стальная гравюра середины 19 века, на которой изображена деятельность Праджапати, ведического божества, покровительствующего в продолжении рода и защите жизни.

Ценный материал для истории культуры данной эпохи дают брахманы (прозаические комментарии, связанные с различными ведами), араньяки (трактаты для отшельников), упанишады (философские сочинения) и сутры (собрания правил личной и общественной жизни, входящие частью уже в буддийскую эпоху). Особенно подробно рисуют быт и нравы так называемые Грихьясутры (домашние правила): домашнее богослужение, обряды при сватовстве и свадьбе, воспитание и обучение детей, постройка дома и т. д. Значение жрецов в этом периоде (1000—600) возрастает всё более и более; сословные границы становятся все твёрже и жёстче. Судья должен всегда решать дело в пользу брахмана, даже если его противник (небрахман) был прав. Убийство небрахмана почти не считается за убийство. Материальное благосостояние жрецов и их жадность всё увеличиваются. При жертве Соме нельзя дать жрецам менее 100 коров. Брахман, совершавший обряд посвящения в цари, получает золото, 1000 коров и кусок земли. Зато положение шудр всё ухудшается; брахманы учат, что шудра слуга всех прочих сословий, и его можно убивать безнаказанно. Мораль общественная стоит невысоко. Так, за серьёзные проступки против целомудрия шудры назначают сравнительно лёгкие епитимьи. Будда позже уже жалуется на страшную распущенность брахманов. Не помогает морали и все более увеличивающаяся регламентация личной жизни: изучение священных книг предписывается ревностно; каждый арья должен знать Веды, которые, таким образом, не составляют привилегии одних брахманов. Одни только шудры лишены этого знания.
Как компромисс между этими внешними требованиями и стремлением к внутреннему, нравственному удовлетворению в познании истины, увлекавшим более глубокие натуры в уединение лесов и отшельничество, вырабатываются четыре стадии личной жизни, так называемые ашрамы. Из них брахман должен пройти все четыре, кшатрия — три, вайшья — две. Каждый мальчик в возрасте от 7 до 12 лет (брахман на 8-10-м, кшатрия на 11-м, вайшья на 12-м) отдается учителю-брахману для обучения ведам. Эта стадия называется брахмачари (ученик), следующие: грихастха (домохозяин), в которой изучивший Веды может жениться и обзавестись своим домом; ванапрастха, когда воспитавший своих детей уходит в лес и делается «лесным отшельником», и, наконец, санньяси, «отрекшийся от мира». Только пройдя первые две стадии, требовавшиеся условиями общественной жизни, человек мог отдаться личным стремлениям к спасению своей души и размышлению. Стремления к созерцательной и спекулятивной жизни духа вылились наконец в упанишадах — философских трактатах, относящихся к более поздней (чем брахманы) эпохе и подготовленных напряжённой умственной работой целых поколений над бесплодными и необычайно сложными правилами ритуала и их объяснением.
Здесь мы находим попытку решить мировые вопросы и сомнения, возникавшие у более глубоких натур этой эпохи. Как познать душу мира — великого Атмана-творца всего существующего — Праджапати, создавшего все собой и из себя самого Брахмана — суть всей святости и духовной высоты? Эти вопросы занимают не только брахманов, но и другие сословия, которые раньше стояли далеко от них.
Цари устраивают философские диспуты, на которых состязаются мудрейшие брахманы, даже сами принимают в них участие, как царь Варанаси Аджаташру, поучающий гордого брахмана Балаки Гаргья относительно сущности брахмана. Царь Джанака тоже поучает мудреца Яджнявалкью. По-видимому, и в составлении упанишад немалое участие принимали кшатрии (цари и воины). Женщины также интересуются философскими вопросами и часто фигурируют в упанишадах как собеседницы мудрецов. Этим философским движением заканчивается древний ведийский период истории Индии. Упанишады — это Веданта (конец вед). Дальше в мудрости идти нельзя. Но в этом движении есть много элементов, которые развернулись во всей силе только в следующем крупном историческом периоде — эпохе так называемых средних веков Индии (от 600 г. до н. э.), когда является новое умственное и религиозное движение — буддизм. Стремление к аскезе, отречению от тленных благ мира сего и его эфемерных радостей, основание многочисленных монашеских общин — явления, ещё предшествовавшие буддизму.
В переходную эпоху между ведийским периодом и наступающими «средними веками» Индии вырабатываются и некоторые новые религиозные представления и понятия. К ним принадлежит представление высшего божества, творца материального мира — Брахмы. Появляется безличное и отвлеченное понятие о Брахмане (первично понятие «молитвы», потом священная сущность молитвы, жертвы и жреца, субстрат всякой святыни и святости). Этот Брахман («святое», «духовное»), отождествленное с душой мира — Атманом, являлось в конце ведийской эпохи высшей религиозной идеей, требующей высшего почитания. Из отвлеченной идеи народ сделал личное, мужское верховное божество Брахму. В эту же эпоху вырабатывается первостепенной важности догмат о переселении душ, первичное достояние богословов, а потом уже, со времен Будды, общераспространённое верование. Безвыходный, мертвенный лабиринт предписаний сложного ритуала, ничтожное уклонение от которых грозило гибелью, отсутствие резких различий между понятиями, воспитанное стремлением отыскивать во всевозможных вещах общее зерно, расплывчатый пантеизм, представлявший все существующее эманацией одного верховного существа, — все эти элементы в известном преобразовании и сочетании вошли в новый догмат или подготовили его.
Сначала возникает представление, что смерть постоянно преследует человека, и отделаться от неё без даров нельзя. Преследование это продолжается и на том свете. В этой идее уже заключается в зародыше идея странствования по различным существованиям, заканчивающимся повторяющейся смертью. Только пройдя через целый ряд тел, умирая и снова возрождаясь, душа может в конце концов слиться с Атманом, душой мира. Атман-Брахман развивает из себя все отдельные существования, из которых одни стоят ближе к нему, другие дальше. Степень близости к Атману возрастает постепенно. Сообразно с этим и со своими свойствами каждая душа должна пройти более или менее длинный путь до слияния с Атманом. Низшие души переходят в твердые предметы (дерево, камни), души повыше попадают опять в какую-нибудь материнскую утробу, справедливые и благородные — в блаженный мир луны, откуда опять после известного времени возвращаются на землю, и только действительно «познавшие» достигают Брахмана. Порядок прохождения через различные существования вырабатывается со временем все систематичнее. Особенно важно в этом отношении учение о карме (карман), то есть о «деяниях» человека, определяющих тот или другой порядок странствия. Это учение объясняло несправедливости судьбы отдельных людей и тесно связывало догмат переселения душ с требованиями морали. Переселение душ прекрасно гармонировало и с неумолимым характером, который приняло в более поздние эпохи кастовое разграничение, вырабатывавшееся постепенно.